# Кабестан (лебёдка)

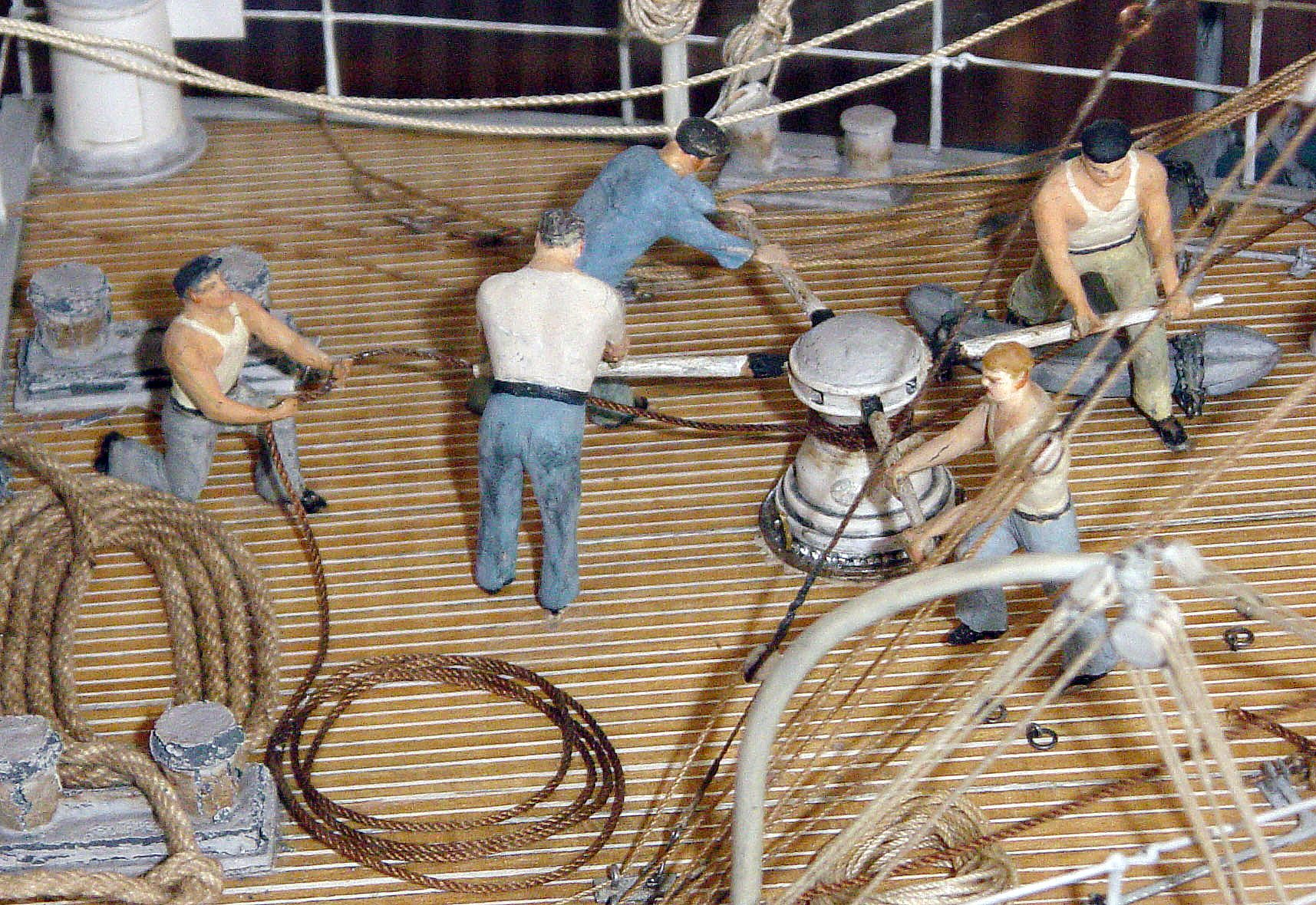
Фрагмент модели парусного судна, демонстрирующий принцип действия кабестана. Матросы двигались вокруг шпиля (наименование кабестана в кораблестроении) и при этом, для достижения координации движений, пели песню

Кабеста́н (фр. cabestan) — лебёдка с вертикальным барабаном, использующаяся для передвижения судна, баржи, грузов, подтягивания судов к берегу, подъёма якорей и тому подобное, в морском деле также шпиль — механизм для передвижения груза, состоящий из вертикального вала, на который при вращении наматывается цепь или канат, прикреплённый другим концом к передвигаемому грузу, например, якорю.

## Конструкция
Кабестан представляет собой вертикальный ворот, и является разновидностью лебёдки с барабаном, насаженным на вертикальный вал.

## Применение
Кабестан в основном используется в судоходстве для подтягивания речных судов у причалов, выбирания судовых якорей и подобных целей. Одними из самых внушительных примеров использования системы кабестанов в строительстве является установка колонн Исаакиевского собора в 1828 году и подъём Александровской колонны на пьедестал в 1832 году. С помощью кабестанов был перемещен от места находки до берега Финского залива Гром-камень, ставший впоследствии пьедесталом для памятника Петру I в Санкт-Петербурге.